# Liste der Monuments historiques in Neuilly-sur-Seine
Die Liste der Monuments historiques in Neuilly-sur-Seine führt die Monuments historiques in der französischen Gemeinde Neuilly-sur-Seine auf.

## Liste der Bauwerke
| Bezeichnung                  | Beschreibung | Standort                                                 | Kennzeichnung | Schutzstatus | Datum | Bild           |
| ---------------------------- | ------------ | -------------------------------------------------------- | ------------- | ------------ | ----- | -------------- |
| Folie Saint-James            |              | 16, avenue de Madrid (Lage)                              | PA00088127    | Classé       | 1922  | weitere Bilder |
| Hôtel Lambiotte              |              | 6, 8, boulevard du Château 2, 4, rue Sylvie (Lage)       | PA00088128    | Inscrit      | 1984  |                |
| Hôtel Thouret                |              | 68, boulevard Bourdon (Lage)                             | PA00088129    | Inscrit      | 1976  | weitere Bilder |
| Haus                         |              | 60bis, avenue Charles-de-Gaulle 12, rue d’Orléans (Lage) | PA00088173    | Inscrit      | 1991  | weitere Bilder |
| Maison du Commandant Charcot |              | 53, boulevard du Commandant-Charcot (Lage)               | PA00088130    | Inscrit      | 1987  |                |
| Maison Sainte-Anne           |              | 68, 70, avenue du Roule (Lage)                           | PA00133002    | Inscrit      | 1994  | weitere Bilder |
| Maisons Jaoul                |              | 81bis, rue de Longchamp (Lage)                           | PA00088131    | Inscrit      | 1966  | weitere Bilder |
| Temple de l'Amour            |              | Île de la Jatte (Lage)                                   | PA00088132    | Classé       | 1913  | weitere Bilder |

## Liste der Objekte
- Monuments historiques (Objekte) in Neuilly-sur-Seine in der Base Palissy des französischen Kultusministeriums